# Папилина, Татьяна Владимировна
Татьяна Владимировна Папилина (род. 14 января 1967) — советская и российская легкоатлетка, специалистка по бегу на короткие дистанции. Выступала за сборную СССР по лёгкой атлетике в 1980-х и 1990-х годах, обладательница серебряных медалей чемпионата Европы в помещении и Всемирной Универсиады, победительница и призёрка первенств всесоюзного значения. Представляла Московскую область и Профсоюзы. Мастер спорта СССР международного класса. Тренер по лёгкой атлетике.

## Биография
Татьяна Папилина родилась 14 января 1967 года. Занималась лёгкой атлетикой в Коломне, выступала за Московскую область и Профсоюзы.
Впервые заявила о себе на международном уровне в сезоне 1985 года, когда вошла в состав советской сборной и выступила на юниорском европейском первенстве в Котбусе, где вместе со своими соотечественницами выиграла серебряную медаль в программе эстафеты 4 × 100 метров.
В 1986 году на IX летней Спартакиаде народов СССР в Ташкенте с командой РСФСР стала бронзовой призёркой в эстафете 4 × 100 метров.
В 1987 году в эстафете 4 × 100 метров взяла бронзу на чемпионате СССР в Брянске.
В 1988 году завоевала серебряную награду в беге на 200 метров на чемпионате Европы в помещении в Будапеште. На чемпионате СССР в Таллине получила серебро в эстафете 4 × 100 метров.
Принимала участие в чемпионате Европы в помещении 1989 года в Гааге, где в финале 200-метровой дисциплины финишировала пятой. На чемпионате СССР в Горьком трижды поднималась на пьедестал почёта: одержала победу на дистанции 200 метров, была третьей на дистанции 100 метров и второй в эстафете 4 × 100 метров. Будучи студенткой, представляла Советский Союз на Всемирной Универсиаде в Дуйсбурге — в дисциплине 200 метров стала пятой, тогда как в эстафете 4 × 100 метров вместе с соотечественницами Надеждой Рощупкиной, Галиной Мальчугиной и Натальей Вороновой завоевала серебряную награду, уступив только команде США. На Кубке мира в Барселоне с теми же партнёршами вновь стала второй в эстафете — на сей раз их обошли спортсменки из ГДР.
В 1990 году выиграла бронзовую медаль в беге на 200 метров на зимнем чемпионате СССР в Челябинске.
В 1991 году заняла восьмое место в дисциплине 200 метров на Всемирной Универсиаде в Шеффилде.
На протяжении 1990-х годов оставалась действующей спортсменкой и продолжала принимать участие в различных легкоатлетических стартах. Так, в 1997 году с командой Московской области стала бронзовой призёркой в эстафете 4 × 100 метров на чемпионате России в Туле.
За выдающиеся спортивные достижения удостоена почётного звания «Мастер спорта СССР международного класса».
Окончила Коломенский педагогический институт. Работала тренером в коломенской Спортивной школе олимпийского резерва по лёгкой атлетике. Тренер высшей квалификационной категории. Судья всероссийской категории.
Награждена почётным знаком «За заслуги в развитии физической культуры и спорта в Московской области», грамотой «За большой вклад в развитие физической культуры и спорта в Московской области».
Ежегодно в Коломне проводится открытое первенство города по лёгкой атлетике на призы МСМК Татьяны Папилиной.